# Де Ланд (Илиноис)
Де Ланд (енгл. De Land) град је у америчкој савезној држави Илиноис.

## Демографија
По попису из 2010. године број становника је 446, што је 29 (-6,1%) становника мање него 2000. године.
| Група             | 2000.       | 2010.       |
| Белци             | 466 (98,1%) | 434 (97,3%) |
| Афроамериканци    | 1 (0,2%)    | 1 (0,2%)    |
| Азијати           | 1 (0,2%)    | 2 (0,4%)    |
| Хиспаноамериканци | 5 (1,1%)    | 5 (1,1%)    |
| Укупно            | 475         | 446         |